# Igrzyska śmierci: Wschód słońca w dniu dożynek
Ten artykuł dotyczy przyszłego wydarzenia. Informacje w nim zawarte mogą się zmienić wraz z pojawieniem się nowych faktów, a początkowe doniesienia mogą być niepewne. Ostatnie aktualizacje tego artykułu mogą nie odzwierciedlać najbardziej aktualnych informacji.
Igrzyska śmierci: Wschód słońca w dzień dożynek (ang. The Hunger Games: Sunrise on the Reaping) – nadchodzący amerykański film akcji science fiction w reżyserii Francis Lawrence. Film powstanie na podstawie powieści Suzanne Collins pt. Wschód śłońca w dzień dożynek, która miała premierę 18 marca 2025 roku.
Światowa premiera planowana jest na 20 listopada 2026 roku.

## Fabuła
Akcja filmu dzieje się 24 lata przed wydarzeniami filmu Igrzyska śmierci. Film skupi się na 50. Igrzyskach śmierci, znanych również jako Drugi Kwartał Poskromienia i przedstawi losy Haymitcha Abernathy'ego, który w przyszłości zostanie mentorem Katniss Everdeen.

## Obsada
- Joseph Zada jako młody Haymitch Abernathy[3]
- Whitney Peak jako Leonore Dove Baird[3]
- Jesse Plemons jako młody Plutarch Heavensbee[4][5]
- Mckenna Grace jako Maysilee Donner[6]
- Ralph Fiennes jako młody prezydent Snow[7]
- Maya Hawke jako Wiress, zwyciężczyni 49. Igrzysk śmierci[8]
- Lili Taylor jako Mags[8]
- Ben Wang jako Wyatt Callow[8]
- Kelvin Harrison Jr.(inne języki) jako młody Beetee Latier[9]
- Elle Fanning jako młoda Effie Trinket[10]
- Molly McCann jako Louella[11]
- Iona Bell jako Lou Lou, sobowtór Louelli[11]
- Kieran Culkin jako młody Ceasar Flickerman[12][13]
- Glenn Close jako Drusilla Sickle, mentorka trybutów 12. dystryktu[14]
- Billy Porter jako Magno Stift, stylista zawodników igrzysk i mąż Druisilli[14]
- Laura Marcus(inne języki) jako Silka Sharp[15][16]
- Rada Rae jako Wellie[15][17]
- Percy Daggs IV(inne języki) jako Ampert Latier[15][18]
- Jhaleil Swaby(inne języki) jako Panache Barker[15][19]

## Produkcja
Reżyserem filmu będzie Francis Lawrence, który dotychczas wyreżyserował 4 z pięciu filmów o Igrzyskach śmierci. Za dystrybucję filmu odpowiedzialna będzie wytwórnia Lionsgate.